# Voto rosa
O voto rosa, também denominado voto LGBT, é um termo que faz referência ao voto efectuado num sufrágio pelas pessoas pertencentes ao colectivo LGBT. Também se emprega para referir à influência eleitoral que exerce este colectivo.
As cifras oficiais sobre os votantes homossexuais baseiam-se em quem afirmam sê-lo publicamente, isto através de pesquisas ou em países que incorporam perguntas desta natureza em seus censos demográficos, não obstante, se estima uma quantidade superior devido ao número indeterminado de pessoas que se mantêm no armário, o que dificulta precisar com maior certeza o total de votantes LGBT num censo eleitoral, ao invés de outros dados estatísticos dos cidadãos, como a idade, sexo, grupo étnico, etc.